# Тод Мартин
Тод Кристофер Мартин (енгл. Todd Christopher Martin; Хинсдејл, 8. јул 1970) бивши је амерички тенисер.
Био је финалиста два пута на гренд слем турнирима (Аустралијан Опен 1994 и УС Опен 1999). Освојио је укупно 8 АТП титула у синглу и 5 у дублу. Најбољи пласман на АТП листи је остварио 1999. године када је био четврти тенисер света.
Током 2009. и 2010. године био је тренер српског тенисера Новака Ђоковића.

## Гренд слем финала

### Вицешампион (2)
| Год  | Турнир                        | Противник   | Резултат                      |
| ---- | ----------------------------- | ----------- | ----------------------------- |
| 1994 | Отворено првенство Аустралије | Пит Сампрас | 6-7(6), 4-6, 4-6              |
| 1999 | Отворено првенство САД        | Андре Агаси | 4-6, 7-6(5), 7-6(2), 3-6, 2-6 |